# František Machurka
František Machurka (* 15. března 1951, Kolín) je bývalý český fotbalista, útočník. Po skončení aktivní kariéry působí jako trenér na regionální úrovni.

## Fotbalová kariéra
V československé lize hrál za Slavii Praha. Nastoupil ve 30 ligových utkáních a dal 2 ligové góly. Začínal v Sokole Jestřabí Lhota. V nižších soutěžích hrál i za TJ Kolín.

## Ligová bilance
| Ročník                                   | Zápasy | Góly | Klub         |
| ---------------------------------------- | ------ | ---- | ------------ |
| 1. československá fotbalová liga 1970/71 | 10     | 1    | Slavia Praha |
| 1. československá fotbalová liga 1971/72 | -      | 1    | Slavia Praha |
| 1. československá fotbalová liga 1972/73 | -      | 0    | Slavia Praha |
| Česká národní fotbalová liga 1978/79     | -      | 0    | TJ Kolín     |
| CELKEM 1. liga                           | 30     | 2    |              |